# Metrebus
Metrebus (acronimo composto dalle parole "Metropolitana", "Treno" e "Bus") è un sistema tariffario integrato attivo nella città di Roma e in gran parte della regione Lazio. Esso si suddivide in due categorie: Metrebus Roma, che racchiude tutti i titoli di viaggio utilizzabili all'interno del comune di Roma, e Metrebus Lazio, che suddivide per zone il Lazio ed è utilizzabile unicamente nelle zone indicate al momento dell'acquisto.
Il sistema include le tre principali società che gestiscono il trasporto pubblico locale nella regione ossia ATAC, Cotral e Trenitalia. I ricavi delle vendite sono divisi in base alla categoria (Roma o Lazio) con percentuali diverse.

## Storia
Il sistema fu ideato nel 1994 per rivoluzionare il sistema tariffario del trasporto pubblico di Roma e fu presentato dal sindaco Francesco Rutelli e dagli assessori Alfredo Antoniozzi e Walter Tocci. Il sistema includeva tutti i servizi nei confini comunali gestiti dalle società ATAC, Cotral e Ferrovie dello Stato Italiane. La rivoluzione del sistema si era resa necessaria per il forte dissesto finanziario delle due società "locali", ossia ATAC e Cotral, che stando a Cesare Vaciago (allora presidente e amministratore unico sia di ATAC che di Cotral) avevano raggiunto una perdita annua di circa 926 miliardi di lire nel 1993.
Il 21 novembre 1994 fu firmato il verbale d'intesa tra le parti coinvolte ossia comune di Roma, Ferrovie dello Stato, ATAC e Cotral che prevedette la costituzione di una società consortile partecipata dalle tre aziende coinvolte entro il 1995. Il sistema tariffario entrò in vigore il 1º dicembre dello stesso anno. Con la riforma del trasporto pubblico regionale del 2000 il consorzio mutò nella sua composizione; si aggiunsero infatti le tre nuove società introdotte nel panorama dei trasporti regionali: Trenitalia (che prese il posto della sua controllante Ferrovie dello Stato), Metroferro e Trambus.

## Modalità di utilizzo

### Metrebus Roma
Il sistema Metrebus Roma racchiude tutti i titoli di viaggio che permettono di usufruire del trasporto pubblico all'interno del territorio del comune di Roma Capitale, che corrisponde alle zone contrassegnate con la lettera A. Nel dettaglio permette di viaggiare:
- su tutte le linee autobus, tram e filobus;
- sulle linee autobus Cotral nella sola tratta urbana;
- sulle linee della metropolitana;
- sulle ferrovie Roma-Lido, Roma-Giardinetti e Roma-Civita Castellana-Viterbo (nella sola tratta urbana);
- sulle ferrovie laziali Trenitalia in seconda classe e nella sola tratta urbana.

### Metrebus Lazio
Il sistema Metrebus Lazio racchiude invece i titoli di viaggio che comprendono il rimanente territorio della regione, che è suddiviso in sette zone identificate da sei lettere: A, B, C, D, E ed F. I biglietti e gli abbonamenti possono essere di due tipologie in base all'inclusione o meno della zona A (comune di Roma Capitale).

## Titoli di viaggio

### Roma
Biglietti a tempo
- BIT: biglietto integrato a tempo valido per 100 minuti dalla prima timbratura per un solo viaggio (anche su più linee) su tutti i mezzi dell'area urbana di Roma;
- 10-BIT: carnet da 10 BIT che allo scadere dei 100 minuti dalla prima timbratura può essere riattivato presso un validatore fino all'esaurimento delle riattivazioni disponibili;
- CIS: carta integrata settimanale valida per sette giorni incluso quello della timbratura per un numero illimitato di viaggi su tutti i mezzi dell'area urbana di Roma;
- Roma24H, Roma48H e Roma72H: biglietti validi rispettivamente 24, 48 e 72 ore dalla prima timbratura per un numero illimitato di viaggi su tutti i mezzi dell'area urbana di Roma;

Abbonamenti
- Mensile: abbonamento valido per un mese di calendario per viaggiare su tutti i mezzi dell'area urbana di Roma; può essere personale o impersonale (quindi cedibile);
- Annuale: abbonamento valido per 365 giorni dalla data di ricarica per viaggiare su tutti i mezzi dell'area urbana di Roma.

### Lazio
Biglietti a tempo
- BIRG: biglietto a tempo valido fino alla mezzanotte del giorno della vidimazione per un numero illimitato di viaggi nel territorio della regione all'interno delle zone indicate;
- BTR: biglietto a tempo valido fino alla mezzanotte del terzo giorno compreso quello della vidimazione stessa per un numero illimitato di viaggi nel territorio della regione all'interno delle zone indicate;
- CIRS: biglietto a tempo valido fino alla mezzanotte del settimo giorno compreso quello della vidimazione stessa per un numero illimitato di viaggi nel territorio della regione all'interno delle zone indicate;

Abbonamenti
- Mensile: abbonamento a zone valido per il mese solare riportato sulla tessera per un numero illimitato di viaggi nel territorio della regione all'interno delle zone indicate;
- Annuale: abbonamento a zone valido 365 giorni dalla data riportata sulla tessera per un numero illimitato di viaggi nel territorio della regione all'interno delle zone indicate;
- Annuale Studenti: abbonamento agevolato valido dal 1º settembre al 30 giugno dell'anno successivo per un numero illimitato di viaggi nel territorio della regione all'interno delle zone indicate.